# Mage : L'Éveil
Mage : L'Éveil (Mage: The Awakening en anglais) est un jeu de rôle contemporain fantastique, publié par White Wolf Publishing. Son univers de jeu est le Monde des ténèbres 2. À ce titre, il n'a aucun lien avec le Monde des ténèbres.
Comme tout jeu du Monde des Ténèbres 2, le monde de Mage : l'Éveil est similaire au nôtre, à ceci près que les monstres et le surnaturel existent. Dans le cas de Mage : l'Éveil, les personnages sont capables de plier les règles de la réalité à leur volonté pour réaliser des actes magiques.

## Présentation
Comme tous les jeux rattachés au « nouveau » Monde des Ténèbres (nMdT), l'origine des mages est entièrement revue pour faciliter leur coexistence et la cohérence du jeu.
Il y a bien longtemps, dans un passé mythique, existait une île montagneuse mystérieuse sur laquelle se trouvait une Tour gigantesque, protégée par les dragons des montagnes. Cette tour appelait les humains par le biais de rêves et de visions. À l'époque, l'humanité était barbare et tribale et sa survie était constamment menacée par de puissantes créatures. Un jour les dragons quittèrent leurs tanières, libérant l'accès à la Tour. Certains humains entendirent l'appel de la tour et la se mirent à la chercher. Ce sont ceux qui découvrirent la Tour et, avec elle, les premiers secrets de la Magie. Sur la montagne, au pied de la Tour, ils créèrent la cité connue maintenant sous le nom d'Atlantis, son premier nom étant perdu dans les méandres du temps.
Avec le temps, les mages qui avaient connu les temps difficiles disparurent et ceux qui restèrent sur l'île considérèrent tout comme acquis. Une fierté démesurée les poussa à construire une échelle céleste pour acquérir une plus grande maîtrise sur le monde. L'échelle construite, les mages commencèrent à l'escalader. Ceux qui montèrent les premiers entamèrent une lutte de pouvoir pour dominer le monde. C'est pendant cette course au pouvoir que l'échelle se brisa, divisant la Terre en deux, le monde déchu et le Domaine Supernel, avec le gouffre des Abysses séparant les deux. Le monde déchu est celui ou vit maintenant l'humanité, et les mages doivent comprendre qu'il ne s'agit que d'un mensonge. Le Domaine Supernel est le royaume de la Magie, où vivent encore les mages qui ont gravi l'échelle céleste. Les Abysses séparant les deux mondes empêchent partiellement l'éveil des humains à la Magie, et restreignent le pouvoir des Mages bloqués sur le monde déchu. Il existe aussi un monde des Lower Depths, autant éloigné du Domaine Supernel que le monde déchu, mais on en sait très peu de choses.
Les mages pensent que la réalité existe uniquement dans le Domaine Supernel, et donc que la Magie permet d'influer sur le monde déchu. Le Domaine Supernel est régi par les Exarques, des mages très puissants qui ont gravi l'échelle céleste et se sont auto-proclamés dirigeants. Ils tentent de faire oublier l'histoire d'Atlantis et le savoir de la Magie pour devenir les Maîtres incontestés de la réalité. Ils sont maintenant plus proches d'un dieu que des humains qu'ils étaient, ce qui signifie qu'il ne peuvent influencer le monde déchu que par l'intermédiaire de serviteurs (servants).
Il est toutefois possible de résister aux Exarques grâce aux Oracles, un petit groupe de cinq Mages Atlantes qui avaient eux aussi gravi l'échelle. Chacun a créé, ou est devenu, une des « tours de guet » (watchtowers), des lieux du Domaine Supernel qui permettent aux « dormeurs », les humains habitant le Monde Déchu, de s'éveiller à la Magie. Chaque Mage en devenir visite une de ces tours durant son éveil et ses capacités magiques en seront fortement affectées.
Il existe encore aujourd'hui des écrits, artefacts et organisations datant d'Atlantis. Les Mages utilisent ce savoir de manières diverses et variées pour augmenter leur « connexion » au Domaine Supernel, augmentant ainsi leurs compétences magiques.

## Personnages
Le personnage s'éveille à la Magie, il devient Mage. Son éveil peut s'effectuer de plusieurs manières. Parfois, une connaissance aiguë du monde qui l'entoure va réveiller son potentiel. Le plus souvent, cela se produit de manière accidentelle. En termes de jeu, l'éveil va se réaliser de deux manières :
- Jeu mystérieux (Mystery Play): Les éléments du Domaine Supernal vont peu à peu se superposer aux éléments classiques de la vie du Mage, jusqu'à ce qu'un bâtiment quelconque (immeuble, hôtel...) se « transforme » doucement en « tour de guet » dans laquelle le Mage va vouloir irrémédiablement inscrire son nom, ce sera la source de son pouvoir. C'est une sorte de rêve éveillé au cours duquel le Mage va prendre conscience de la réalité des mondes.

- Voyage Astral (Astral Journey) : si le Mage en devenir nie ou résiste à l'éveil, l'éveil se déroule de la même façon, mais dans un rêve.

Un Mage a un trait de Moralité nommé Sagesse, qui représente son bon sens vis-à-vis de la Magie.

### Voie
Il existe cinq voies principales de Magie, représentant la « connexion privilégiée » qu'a le Mage avec le Domaine Supernel. Ces voies sont chacune reliées à une tour de guet et apportent une compréhension de certains Arcanes.
- Acanthus : Les Enchanteurs de la Voie du Chardon travaillent avec la chance, l'intuition et la destinée. Ils sont « connectés » à la tour de l'épine de Lunargent dans le Royaume d'Arcadie. Ils maîtrisent les arcanes du temps et du destin.

- Mastigos : Les Sorciers de la Voie de la Terreur travaillent sur la perception et les démons intérieurs. Ils sont « connectés » à la tour du Gantelet de Fer dans le Royaume de Pandémonium. Ils maîtrisent les arcanes de la psyché et de l'espace.

- Moros : Les Nécromanciens de la Voie de la Destruction travaillent avec la mort, la mortalité et les choses matérielles. Ils sont « connectés » à la tour du Denier de Plomb dans le Royaume de Stygia. Ils maîtrisent les arcanes de la mort et de la matière.

- Obrimos : Les « Théurges » de la Voie du « Grand Œuvre » (Mighty Work) travaillent avec les énergies qui infusent le Monde. Ils sont « connectés » à la tour de la Clef d'Or dans le Royaume d'Aether. Ils maîtrisent les arcanes de la force et du prime.

- Thyrsus : Les Chamans de la Voie de l'Extase travaillent avec tous les aspects du monde naturel. Ils sont « connectés » à la tour du Livre de Pierre dans le Royaume de la Nature Primitive. Ils maîtrisent les arcanes de la vie et de l'esprit.

### Ordres
Après son éveil, un Mage cherche à joindre un des cinq Ordres, bien que certains le refusent, se libérant ainsi de tous devoirs, voire s'excluent de la société des Mages par ignorance. Ces derniers sont appelés apostats.
- Flèches Adamantines : Guerriers spirituels et maîtres des conflits, ils se disent descendants directs des Défenseurs atlantes. On peut décrire l'ordre des Flèches comme une secte guerrière avec un code strict comme les adeptes du Bushido. Ces Mages s'imposent un entraînement physique et mental rigoureux et intensif, aiguisant leur corps et leurs esprits pour en faire des armes mortelles contre les ennemis de la société Magique.

- Gardiens du Voile : Espions et conspirateurs, ils pensent descendre des agents de renseignement et exécuteurs atlantes. L'ordre ressemble à un mélange de conspirations occultes. À ce titre, ils restent secrets sur leurs activités et leurs identités, même vis-à-vis des autres Mages. Ils se chargent de surveiller la curiosité des dormeurs et, si jamais des activités magiques venaient à être découvertes, de falsifier et brouiller les « preuves » via une toile élaboré de mensonges entrelacés et de diversions, grâce à un réseau connu sous le nom de « Labyrinthe ».

- Mysterium : Un ordre qui se charge de poursuivre les traditions magiques et de l'acquisition, de l'étude et du stockage d'artefacts et du savoir mystique et occulte. Ils perpétuent l'héritage scolaire et intellectuel de la société Atlante. L'ordre conserve et maintient en état tous types d'objets magiques dotés d'une valeur historique. Tous ces objets se trouve dans des musées-bibliothèques variés, allant de la collection privée aux énormes entrepôts cachés magiquement.

- Echelle d'Argent (Silver Ladder) : Cherchant à régir et remodeler le monde, les vizirs et sénateurs d'Atlantis restent puissants. Politiciens autoritaires, les Echelles cherchent à créer un modèle hiérarchique parfait, d'où ils pourront s'emparer du contrôle de la réalité et subjuguer la volonté de l'Humanité. Selon les cas, on y voit une simple soif de pouvoir ou un véritable intérêt altruiste.

- Conseil Libre : Un ordre regroupant tous les Mages souhaitant créer une nouvelle forme de Magie et en désaccord avec le courant de pensées atlante. Ils estiment que l'Humanité est inconsciemment au courant des vérités métaphysiques et donc possède le potentiel d'accéder à une sagesse mystique collective. Ils sont profondément libertaires.

Tous les ordres ont donc des buts et des opinions différents, mais, malgré un manque évident de confiance et de coopération, ils ne se livrent pas de guerre ouverte. Face à un ennemi commun, ils mettront de côté leurs différences. Ils ne faut pas oublier qu'il s'agit de chamailleries par rapport à la guerre entre Exarques et Oracles.

### Héritages
L'héritage est un groupe tertiaire optionnel, que l'on pourrait traduire par le maniement par le maître de l'âme de son élève. Cette méthode d'apprentissage de qualités innées, l'accession, donne à l'élève une affinité particulière avec un des arcanes majeurs de son maître, de sorte que lui-même peut en avoir trois au lieu de deux en temps ordinaire. Comme ce procédé ne passe pas par le Domaine Supernal, il n'y a pas de risque de Paradoxe.
Il existe aussi des Héritages forcés, qui ont tendance à réduire le score de Sagesse d'un personnage, pour montrer les dégâts que peut faire ce genre de pratique.

## Magie
La Magie représente simplement la faculté du Mage à imposer sa volonté sur la réalité. Ils peuvent réaliser ces prodiges grâce au lien qui les relie au Domaine Supernal via les tours de guet  où ils ont inscrit leurs noms, car le monde déchu auquel ils appartiennent est un mensonge pour eux.
La puissance d'un Mage, son niveau d'éveil et sa compréhension de la profondeur du Supernal est appelée Gnose.
Les arcanes représentent les différents aspects de la réalité et la capacité du Mage à agir sur ces multiples facettes. Elles sont au nombre de dix et se décomposent en deux groupes. Les arcanes subtiles permettent de jeter des sorts qui ne font pas en apparence appel à la magie, et donc permettent d'éviter les « paradoxes », en comparaison avec les arcanes vulgaires qui font appel à des effets clairement magiques et peuvent donc créer des paradoxes.
Les paradoxes sont en quelque sorte un retour de flammes lorsque l'on cherche à plier la réalité à sa guise. Les sorts réalisés devant des « dormeurs » ont de plus grande chance de créer des paradoxes.

### Les dix arcana
- Mort : arcane subtil de la mort et de la décrépitude. Permet de bannir les âmes et de créer et d'affecter des zombies.
- Destin : arcane subtil de la chance et de la destinée. Permet d'agir sur le hasard et de forcer le destin.
- Vie : arcane vulgaire des plantes et des êtres vivants. Permet de guérir les blessures et de créer des bêtes hybrides.
- Espace : arcane vulgaire de la distance et de la séparation. Permet de créer des dimensions alternatives et de se téléporter.
- Temps : arcane vulgaire du passage du temps et du vieillissement. Permet de manipuler le temps et de sauter dans le temps.
- Matière : arcane vulgaire des objets inanimés et des éléments inertes. Permet la transmutation de matériaux et l'amélioration d'objets divers.
- Prime : arcane subtil de la structure et de la force de la magie pure. Permet d'enchanter des objets et de manipuler le mana pur.
- Forces : arcane vulgaire des énergies et de la cinétique. Permet de contrôler le feu et d'arrêter les balles.
- Esprit : arcane subtil des esprits et de leur royaume. Permet d'invoquer des esprits et de tisser des liens au travers du « goulet », la membrane entre les mondes.
- Psyché : arcane subtil des pensées et des rêves. Permet de lire et d'influencer les sensations et les pensées.

### Fantômes et Esprits
Dans le jeu, il est fait une distinction entre les fantômes et les esprits. 
- Les fantômes correspondent aux âmes des morts, qui peuvent être invoqués par l'arcanum de Mort. Ils restent le plus souvent bloqués dans notre monde pour des raisons diverses. Par exemple la mort violente d'un homme pourrait pousser son fantôme à hanter un endroit ou son assassin.
- Les esprits quant à eux ont une existence propre dans leur propre royaume, superposé au nôtre et caché par le goulet. Ils peuvent être invoqués par l'arcane d'Esprit. Ils correspondent à des émotions, un esprit de la peur, de la quiétude, ou à un groupe particulier, un esprit faucon, etc. Les esprits sont très attachés au jeu de rôle Loup-garou : les Déchus.

## Antagonistes
- Devins des Trônes (Seers of the throne) : Ce sont des Mages qui ont juré allégeance aux Exarques. Ils cherchent à accomplir leur volonté par la destruction et le bannissement de la Magie dans le Monde déchu. La victoire des Exarques dans cette bataille ne fait aucun doute pour eux et ils espèrent en récompense de leur loyauté une place auprès de leurs Maîtres, qu'ils considèrent comme des hommes devenus Dieux. Ils ne sont pas vraiment cruels, leur point de vue est simplement différent de celui des Mages suivant les Oracles.

- Les Conjurateurs (Banishers) : Ce sont des Mages qui refusent leur statut et recherchent la rédemption par l'extinction des Mages. Cet état est souvent dû à un Éveil difficile, incompris et traumatisant. Ils pensent qu'en détruisant tous les Mages, ils arriveront à retrouver une vie « normale ».

- Les Fous (The Mad) : L'Eveil est souvent une expérience difficile, et les esprits les plus faibles peuvent céder. Ces Mages deviennent fous et utilisent leur magie de manière démentielle.

- « Acamoth » : ils résident au seuil de l'existence, dans le gouffre Abyssal séparant le Monde Déchu du Domaine Supernal. Ils ne peuvent s'incarner sur l'un ou l'autre monde, mais peuvent les influencer de manière indirecte. Ceux qui les servent ignorent leur nature, mais s'ils apprennent et continuent de les servir, ils peuvent devenir les bénéficiaires d'un grand pouvoir.

- Les Scelesti (singulier : Scelestus) : Ces agents volontaires des Abysses en servent ce qu'ils nomment la « Divinité Pure » et recherchent la fin de toutes choses. Ils sont considérés comme hérétiques et chassés par tous les autres Ordres de Mages. Ils peuvent être considérés comme le Mal le plus infâme qui soit.

- Démon Goétique : la Goétie consiste à invoquer dans une enveloppe physique les pires vices du mage. Par moments, ce dernier n'est pas suffisamment fort mentalement pour soumettre à sa volonté le démon (intérieur) ainsi créé. Le Démon se désincarne en restant sur le monde physique ou possède le Mage.

- Tremere : Des liches qui absorbe l'esprit des hommes pour obtenir pouvoir et immortalité. Il s'agit à la base de vampires cherchant à diaboliser des Mages. Dans le processus, le vampire meurt et laisse une trace indélébile sur l'esprit du Mage, l'obligeant à se nourrir d'âmes pour rester en vie.

- Chasseurs de sorcières : Des humains chassant les Mages par idéologie.

## Livres
- (en) Mage: The Awakening (Août 2005)
- (en) Boston Unveiled (Octobre 2005)
- (en) Sanctum and Sigil (Novembre 2005)
- (en) Legacies: The Sublime (Janvier 2006)
- (en) Guardians of the Veil (Février 2006)
- (en) Tome of the Watchtowers (Avril 2006)
- (en) Secrets of the Ruined Temple (Mai 2006)
- (en) Reign of the Exarchs (Juillet 2006)
- (en) Tome of the Mysteries (Novembre 2006)
- (en) Legacies: The Ancient (Janvier 2007)
- (en) Intruders: Encounters With the Abyss (Mars 2007)
- (en) Free Council (Mai 2007)
- (en) Magical Traditions (Juin 2007)
- (en) Mysterium (Septembre 2007)
- (en) Astral Realms (Novembre 2007)
- (en) The Adamantine Arrow (Janvier 2008)
- (en) Banishers (Mars 2008)
- (en) Grimoire of Grimoires (Mai 2008)
- Silver Ladder (July 2008)
- Keys to the Supernal Tarot (November 2008)
- Seers of the Throne (February 2009)
- Summoners (April 2009)
- The Abedju Cipher (PDF Only)* July 2009
- Night Horrors: The Unbidden (September 2009)
- Mage Chronicler's Guide (July 2010)
- Mage Noir (November 2010)
- Imperial Mysteries (January 2012)
- Left-Hand Path (November 2012)
- Mage: The Awakening Second Edition (May 2016)
- Signs of Sorcery (June 2019)
- Night Horrors: Nameless and Accursed (March 2020)